# João Mamede Filho
João Mamede Filho OFM Conv. (ur. 21 sierpnia 1951 w Caçapava) – brazylijski duchowny katolicki, biskup Umuaramy od 2010.

## Życiorys

### Prezbiterat
21 kwietnia 1978 otrzymał święcenia kapłańskie w zgromadzeniu franciszkanów konwentualnych. Pracował duszpastersko w kilku zakonnych parafiach, był także m.in. rektorem seminariów w Santo André i Kurytybie, ekonomem prowincjalnym oraz redaktorem naczelnym brazylijskiej edycji pisma Posłaniec Świętego Antoniego.

### Episkopat
26 kwietnia 2006 został mianowany biskupem pomocniczym archidiecezji São Paulo, ze stolicą tytularną Aquae Albae in Mauretania. Sakry biskupiej udzielił mu 1 lipca 2006 kardynał Cláudio Hummes.
24 listopada 2010 papież Benedykt XVI mianował go biskupem diecezji Umuarama.